# Khaled Makhloufi
Khaled Makhloufi, né le 19 décembre 1983 à Béjaïa en Algérie, est un footballeur algérien, il est actuellement sans club après s'être fait libérer par la Jeunesse sportive de Kabylie.

## Carrière
- US Oued Amizour 2008 - 2009
- Jeunesse sportive de Kabylie 2009 - 2009 (déc.)

## Palmarès
- Meilleur buteur avec la US Oued Amizour en 2009